# Helichrysum herbaceum
Helichrysum herbaceum là một loài thực vật có hoa trong họ Cúc. Loài này được (Andrews) Sweet mô tả khoa học đầu tiên.